# Vaas, Sarthe

Vaas este o comună în departamentul Sarthe, Franța. În 2009 avea o populație de 1,596 de locuitori.